# Europaliga (Tischtennis)
Die Europaliga im Tischtennis war ein Wettbewerb für Nationalmannschaften, die Mitglied der Europäischen Tischtennisvereinigung ETTU sind.

## Gründung und erste Spielzeiten
Beschlossen wurde die Europaliga auf einer Sitzung der ETTU im Oktober 1966 in Wien, als treibende Initiatoren gelten Jupp Schlaf (Präsident der ETTU), Vaclav Vebr (stellvertretender Präsident der ETTU) und Nancy Evans (Generalsekretärin der ETTU). Als offizielle Bezeichnung wurde Europäische Tischtennis-Liga festgelegt.
Eine Mannschaft bestand aus zwei Herren, einer Spielerin und einem „nichtspielenden Kapitän“. In einem Mannschaftskampf wurden sieben Spiele durchgeführt, nämlich vier Herreneinzel, ein Dameneinzel, ein Herrendoppel und ein Mixed.
Schon im gleichen Jahr, 1967, begann man mit zwei Divisionen (1. Division, Regionalgruppe), wobei eine Mannschaft durch Aufstieg in eine höhere Division und durch Abstieg in eine niedrigere Division gelangen konnte. Ein Jahr später wurde die Struktur erweitert: Unter der 1. Division spielte eine eingleisige zweite Division, darunter parallel eine Westeuropa-Gruppe und eine Mittelmeergruppe. 1973/74 splittete man die 2. Division auf in die parallelen Gruppen 2A und 2B.

## Super-Division
In der Saison 1975/76 wurde die Super-Division mit 8 Mannschaften als höchste Klasse der 1. Division (ebenfalls 8 Teams) vorangestellt. Darunter gab es nun die eingleisige Division 2 bestehend aus 5 Teams und die zweigleisige Division 3 („Regionalligen“).

## Damen
1990/91 wurden auch die Damen berücksichtigt: Es wurde die Super-Division für Damen eingeführt. Das „Herrenteam“ wurde wie bisher durch eine Dame ergänzt, die ein Einzel und eine Mixedpartie bestritt. Gleichzeitig wurden die einzelnen Divisionen in zwei Parallelgruppen A und B mit je vier Mannschaften aufgeteilt. In allen Gruppen spielte Jeder gegen jeden in einer einfachen Runde. Die beiden Erstplatzierten jeder Gruppe kämpften danach um die Plätze 1 bis 4, die Dritt- und Viertplatzierten um die Plätze 5 bis 8.
Ein Jahr später erhielten die Wettbewerbe den Titel JOOLA European League (benannt nach der Tischtennisartikel-Firma Joola), nämlich JOOLA European Men’s League, European Women’s League und die neue European Mixed Teams League. Nun spielte eine reine Herrenmannschaft (ohne Dame). Die drei Spieler eines Teams mussten gemäß ihrer Reihenfolge in der Europarangliste aufgestellt werden. 1994/95 wurde für die Endspiele der Modus „best of three“ eingeführt. Stand es nach dem Hin- und Rückspiel 1:1, dann wurde ein Entscheidungsspiel erforderlich, bei dem die Mannschaft mit dem besseren Spiel-, Satz- oder Ballverhältnis zu Hause antrat.
Die Mixed Teams League wurde letztmals 1995/96 ausgespielt, zwischenzeitlich zweigleisig, und danach abgeschafft.

## Qualifikation für Europameisterschaft
Im April 2000 beschloss der ETTU-Kongress, eine Saison der Europaliga auf zwei Jahre auszudehnen. Zudem war die Platzierung Grundlage für die Qualifikation und Setzung bei den Europameisterschaften. Der somit reformierte Wettbewerb wurde als New European Mens League bzw. New European Womens League bezeichnet. In der Superdivision starteten 12 (statt bisher 8) Mannschaften in drei Vierergruppen im Modus „Jeder gegen Jeden“. Danach spielten die Gruppenersten um die Plätze 1 bis 3, die Gruppenzweiten um die Plätze 4 bis 6, die Gruppendritten um die Plätze 7 bis 9 und die Gruppenvierten um die Plätze 10 bis 12, wobei die Plätze 11 und 12 den Abstieg aus der Superdivision und einen EM-Startplatz im Kampf um die Plätze 9 bis 16 bedeuteten.
Dieser Modus wurde im Zeitraum Herbst 2000 bis Herbst 2001 für die Europameisterschaften in Zagreb 2002 und im Zeitraum im Zeitraum Herbst 2002 bis Frühjahr 2003 für die EM in Courmayeur 2003 angewandt.
2003 beschloss der ETTU-Kongress, die Anzahl der Teams bei der nächsten EM von 40 auf 16 zu reduzieren. Die Qualifikation für die EM sollte vollständig über die Europaliga erfolgen. Dazu traten die 16 erstplatzierten Mannschaften der EM 2003 in vier Vierergruppen in der 1. Division (Premier Division) der Europaliga gegeneinander an, und zwar im Modus „Jeder gegen Jeden“ mit Hin- und Rückspiel. Die übrigen ETTU-Mitglieder konnten eine Mannschaft in die 2. Division (Challenge Division) melden. Die letzten der vier Gruppen der 1. Division stiegen in die 2. Division ab, aus der 2. Division stiegen die drei besten Teams auf. Hinzu kam das Team des Gastgebers, welches unter den Top 16 gesetzt war. Daraus ergaben sich dann die 16 Teilnehmer der EM. Dieser Modus wurde auch für die EM in Belgrad 2007 angewandt. Ausgespielt wurde dieser zuvor in der Saison 2005/06. Ab 2007 fand die EM jährlich statt. Demzufolge entfiel der Qualifikationszyklus.

### Nachfolgeveranstaltungen
Als Nachfolgeveranstaltung wurde 2009 – zunächst für die Dauer von vier Jahren – die European Nations League (kurz ENL) für Damen und Herren eingeführt. Die ENL wurde als eigenständiger Wettbewerb mit eigenem Titelträger ausgetragen – ohne Konsequenzen für eine Qualifikation bzw. Setzung bei der folgenden EM. Da aber 2010 beschlossen wurde, den EM-Mannschaftswettberb ab 2011 nur noch alle zwei Jahre auszutragen, war nun erneut Platz im Terminkalender, um einen erneuten Qualifikationszyklus zu integrieren. Die ENL wurde somit 2012 durch ein Qualifikationsturnier – die sog. European Championships Qualifications (kurz ECQ) – abgelöst. Folgender Spielmodus war vorgesehen: Es gibt 3 Divisionen mit jeweils 12 Mannschaften zu je zwei Sechsergruppen. Im Modus „Jeder gegen Jeden“ (ohne Rückspiel) ermittelt jede Gruppe eine eigene Rangfolge. Die jeweils ersten fünf Mannschaften der beiden Gruppen in der Championships Division spielen bei der EM 2013 in Österreich um den Titel. Hinzu kommen zwei Aufsteiger (Gruppenerste der Challenge Division). Ebenso werden Auf- und Abstieg zwischen der Challenge Division und der Standard Division geregelt. Das jeweils letzte Team einer Gruppe steigt ab; der jeweilige Gruppensieger steigt auf.

## Bisherige Sieger der jeweils höchsten Klasse
| Saison  | Herren      | Damen       | gemischte Teams      | Platzierung dt. Herren | Platzierung dt. Damen |
| ------- | ----------- | ----------- | -------------------- | ---------------------- | --------------------- |
| 1967/68 | UdSSR       | -           | -                    | 5.                     | -                     |
| 1968/69 | UdSSR       | -           | -                    | 5.                     | -                     |
| 1969/70 | Schweden    | -           | -                    | 6.                     | -                     |
| 1970/71 | Ungarn      | -           | -                    | 6.                     | -                     |
| 1971/72 | ČSSR        | -           | -                    | 5.                     | -                     |
| 1972/73 | UdSSR       | -           | -                    | 5.                     | -                     |
| 1973/74 | Ungarn      | -           | -                    | 6.                     | -                     |
| 1974/75 | Schweden    | -           | -                    | 8. Abstieg             | -                     |
| 1975/76 | Jugoslawien | -           | -                    | Aufstieg               | -                     |
| 1976/77 | Ungarn      | -           | -                    | 8. Abstieg             | -                     |
| 1977/78 | Frankreich  | -           | -                    | Aufstieg               | -                     |
| 1978/79 | ČSSR        | -           | -                    | 4.                     | -                     |
| 1979/80 | Ungarn      | -           | -                    | 7.                     | -                     |
| 1980/81 | Ungarn      | -           | -                    | 7.                     | -                     |
| 1981/82 | Jugoslawien | -           | -                    | 7.                     | -                     |
| 1982/83 | Jugoslawien | -           | -                    | 6.                     | -                     |
| 1983/84 | ČSSR        | -           | -                    | 7.                     | -                     |
| 1984/85 | Schweden    | -           | -                    | 3.                     | -                     |
| 1985/86 | Polen       | -           | -                    | 8. Abstieg             | -                     |
| 1986/87 | Polen       | -           | -                    | Aufstieg               | -                     |
| 1987/88 | Frankreich  | -           | -                    | 6.                     | -                     |
| 1988/89 | Schweden    | -           | -                    | 3.                     | -                     |
| 1989/90 | Frankreich  | -           | -                    | 2.                     | -                     |
| 1990/91 | Deutschland | Ungarn      | -                    | 1.                     | 5                     |
| 1991/92 | Schweden    | EUN         | Israel               |                        |                       |
| 1992/93 | Schweden    | Niederlande | Wales + Zypern       |                        |                       |
| 1993/94 | Belgien     | Deutschland | Norwegen + Zypern    |                        |                       |
| 1994/95 | Belgien     | Ungarn      | Jugoslawien + Island |                        |                       |
| 1995/96 | Schweden    | Deutschland | Malta + Jersey       |                        |                       |
| 1996/97 | Schweden    | Deutschland | -                    |                        |                       |
| 1997/98 | Frankreich  | Deutschland | -                    |                        |                       |
| 1998/99 | Deutschland | Deutschland | -                    |                        |                       |
| 1999/00 | Deutschland | Deutschland | -                    |                        |                       |
| 2000/02 | Deutschland | Deutschland | -                    |                        |                       |
| 2002/03 | Schweden    | Rumänien    | -                    | 7.                     | 4.                    |

## Politik
Wegen des Balkankrieges wurde Jugoslawien 1992 von der UN sanktioniert. Daraufhin folgte die ETTU der ITTF-Empfehlung und schloss die Mannschaften Jugoslawiens von der Teilnahme an der Superdivision aus. Deren Plätze nahmen bei den Herren Ungarn und bei den Damen Italien ein.